# Fondazione Custodia
La Fondazione Custodia è un museo d'arte sito nel VII arrondissement di Parigi, specializzato in opere di antichi maestri europei di nazionalità fiamminga, italiana e francese. Venne fondato nel 1947, dal collezionista e storico dell'arte Frits Lugt, per ospitare collezioni di disegni, incisioni e dipinti. Situato al 121 rue de Lille, occupa l'Hôtel Turgot, un palazzo del XVIII secolo.

## Collezione
La collezione, continuamente ampliata rispetto a quella costituita da Lugt, comprende opere di artisti fiamminghi, olandesi, italiani, francesi, danesi, britannici e tedeschi, ed è costituita da più di 7 000 disegni, 15 000 litografie e 450 dipinti. Il nocciolo della collezione è incentrato sugli artisti olandesi e fiamminghi del XVI e XVII secolo, tra cui  Albrecht Dürer, Rembrandt, Peter Paul Rubens, Hans Holbein il Giovane e Pieter Bruegel il Vecchio. 
Inoltre sono presenti diversi disegni di artisti italiani come Pisanello, Stefano da Verona, Leonardo da Vinci, Raffaello, Sebastiano Ricci  e altri.
Comprende anche una raccolta di oltre cento lettere di artisti.

## Galleria d'immagini

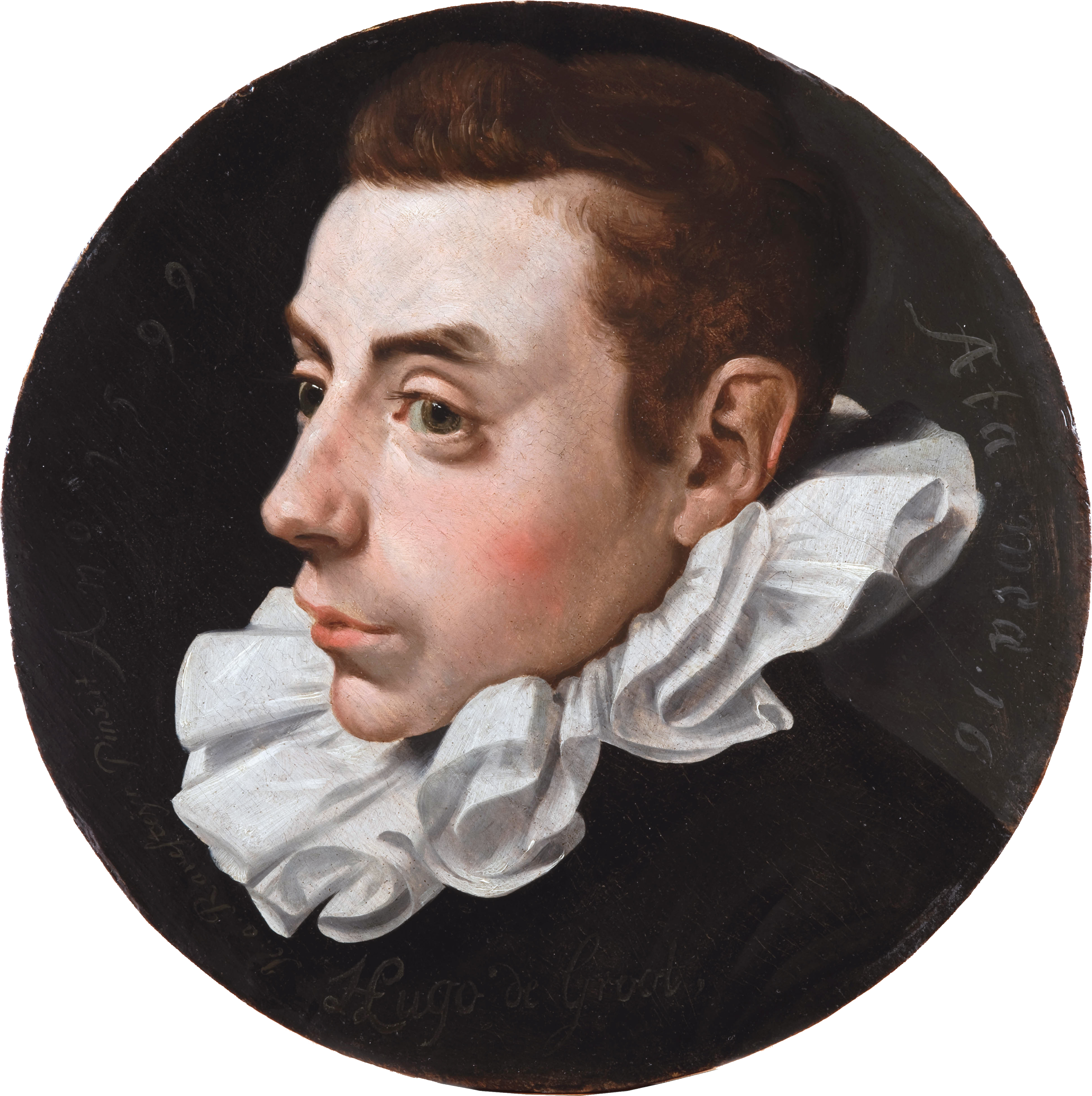
Jan Antonisz van Ravesteyn, Hugo Grotius all'età di sedici anni (1599).
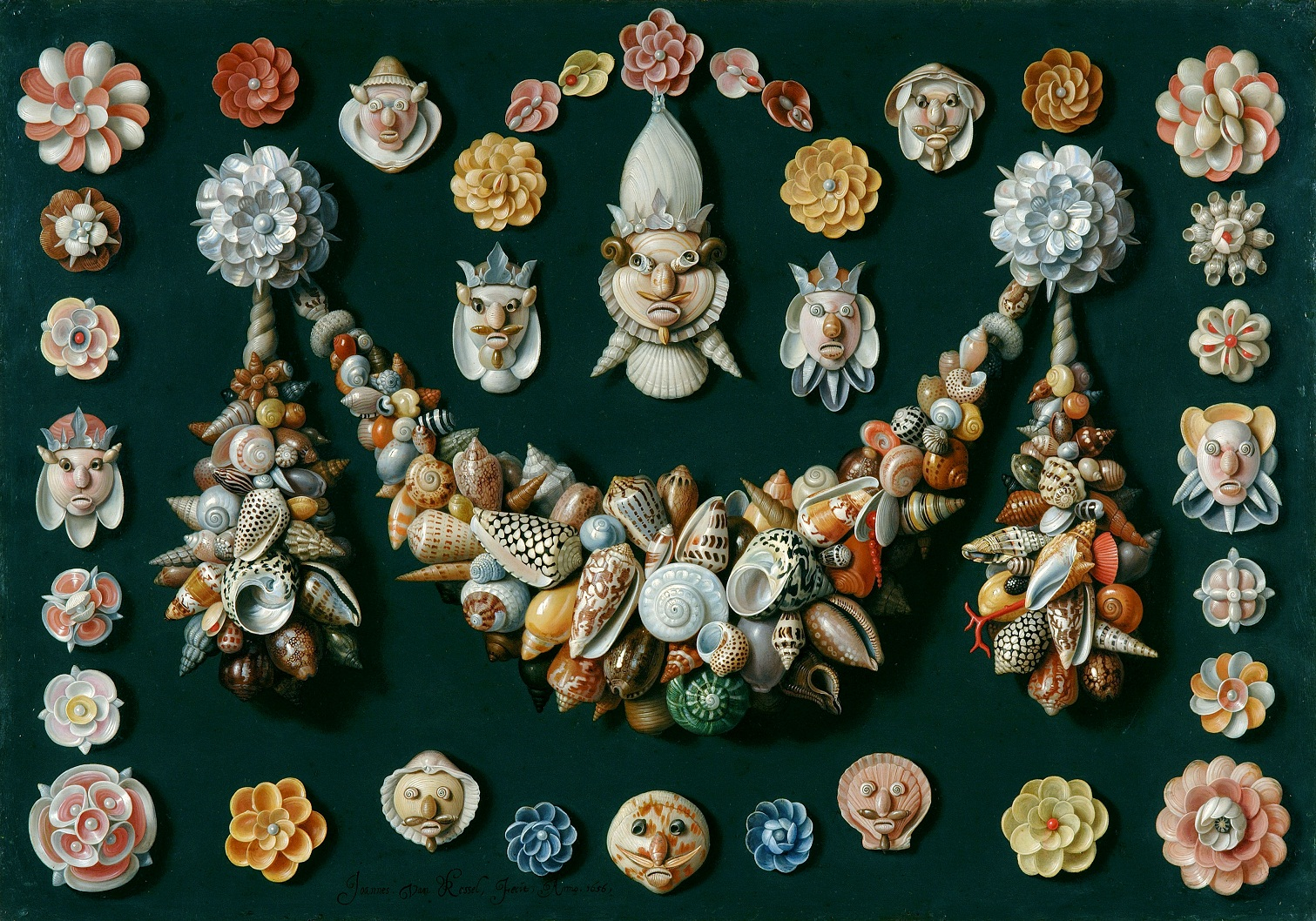
Jan van Kessel, Festoni, rosette e maschere di conchiglie.
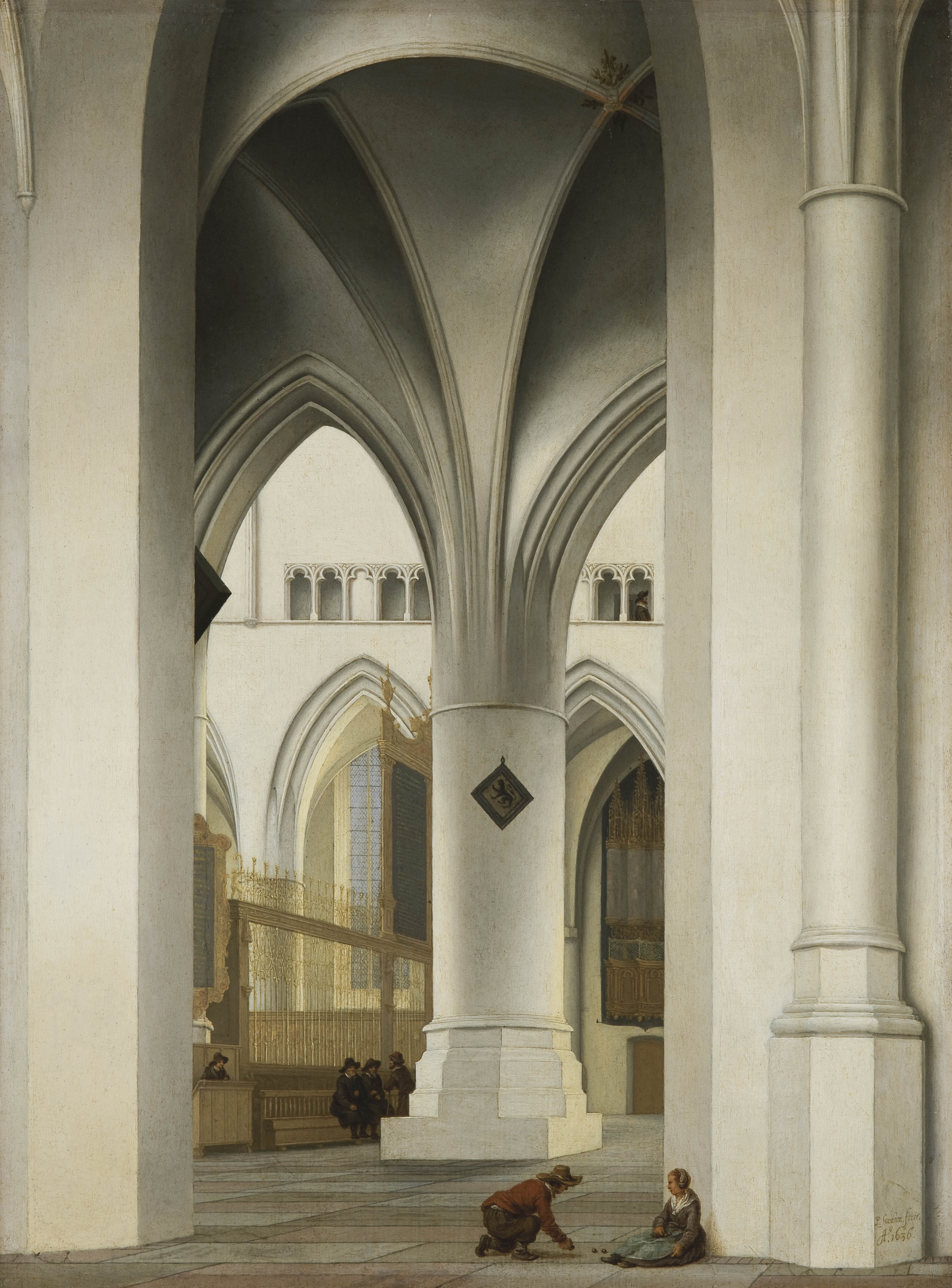
Pieter Saenredam, Il coro della chiesa di San Bavone ad Haarlem, visto dalla Kerstkapel (1636).
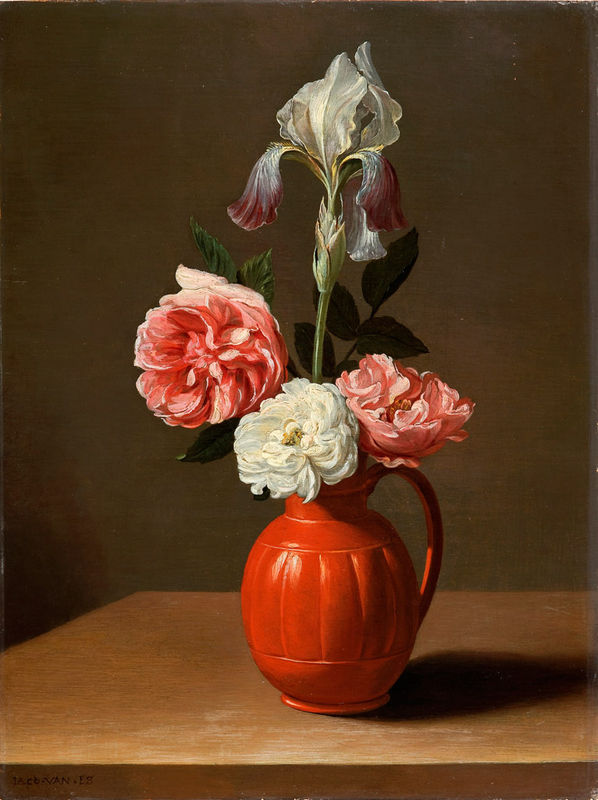
Jacob van Es, Un iris e tre rose in una brocca (circa 1630-1640).
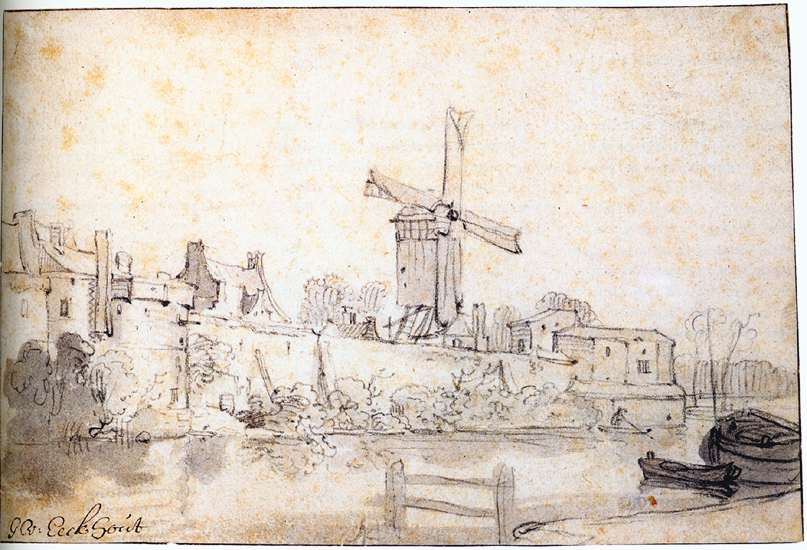
Gerbrand van den Eeckhout, Le mura della città di Delft e il mulino della rosa (1640-1645).
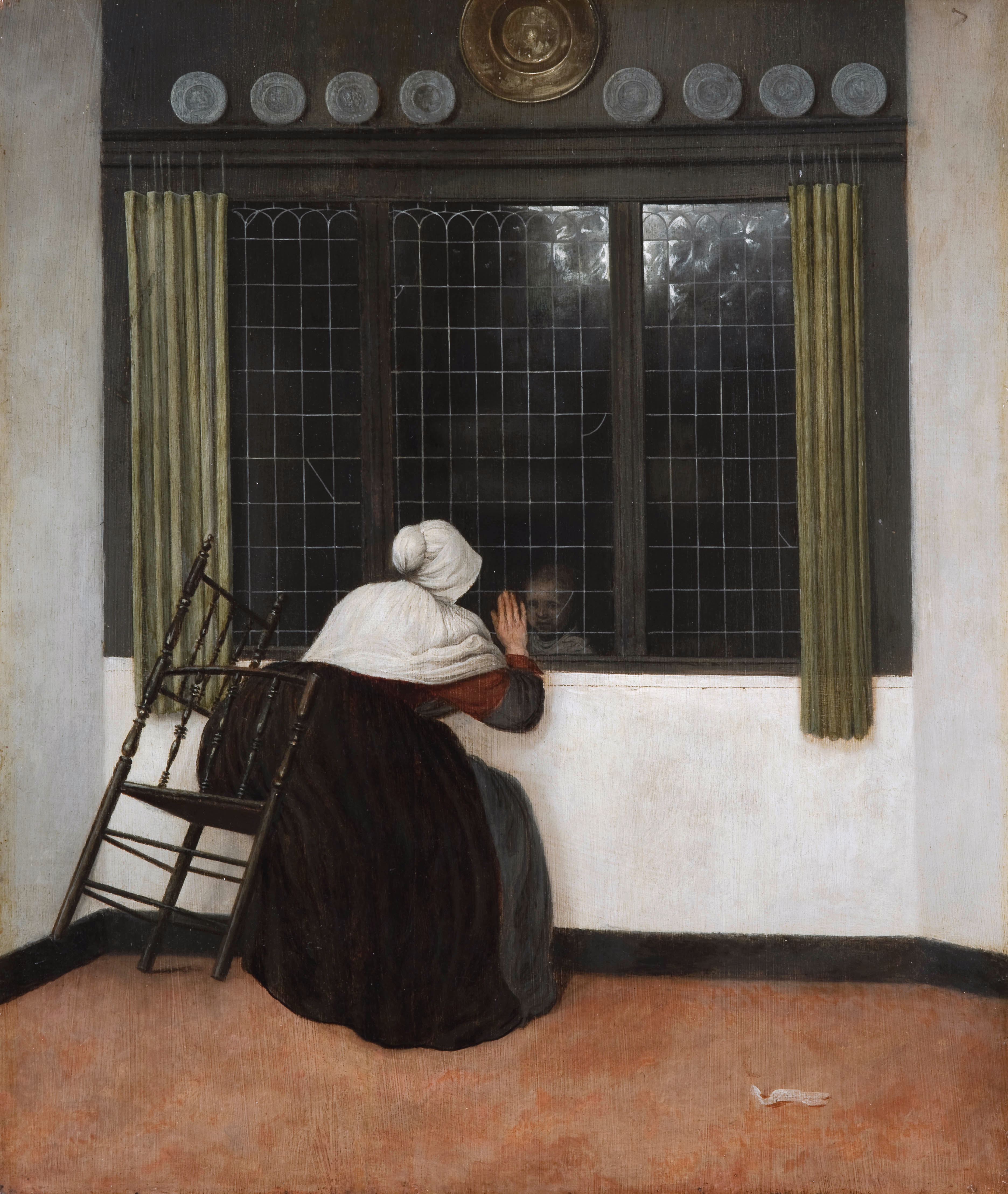
Jacob Vrel, Donna alla finestra che saluta una ragazza.
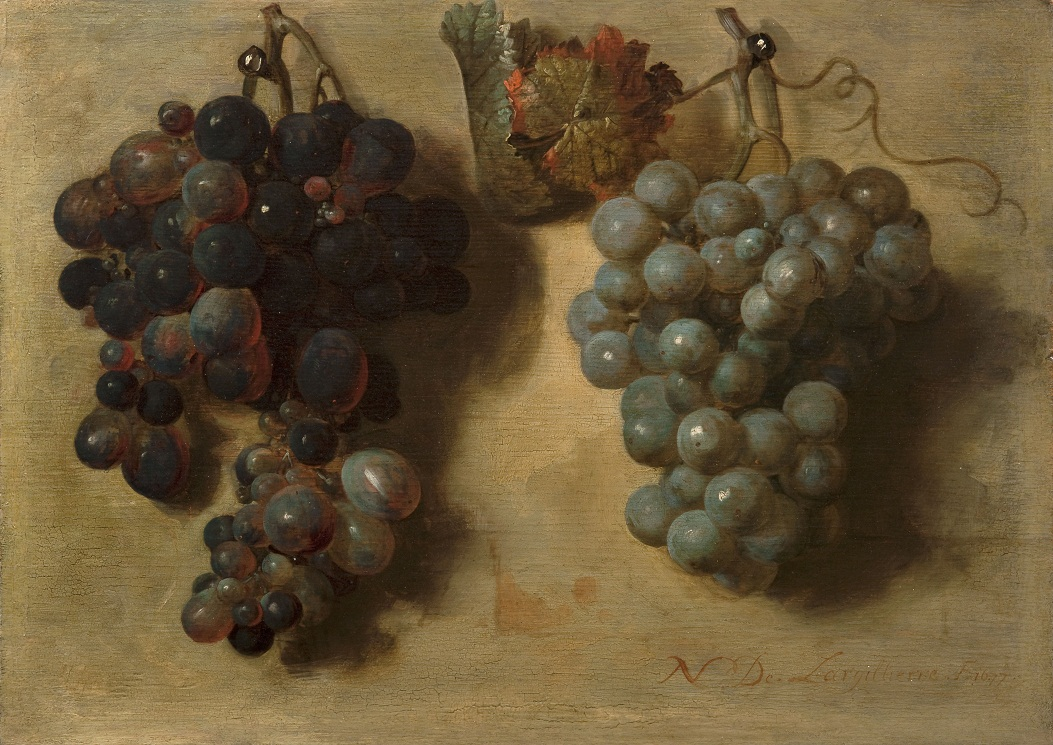
Nicolas de Largillierre, Due grappoli d'uva (1677).
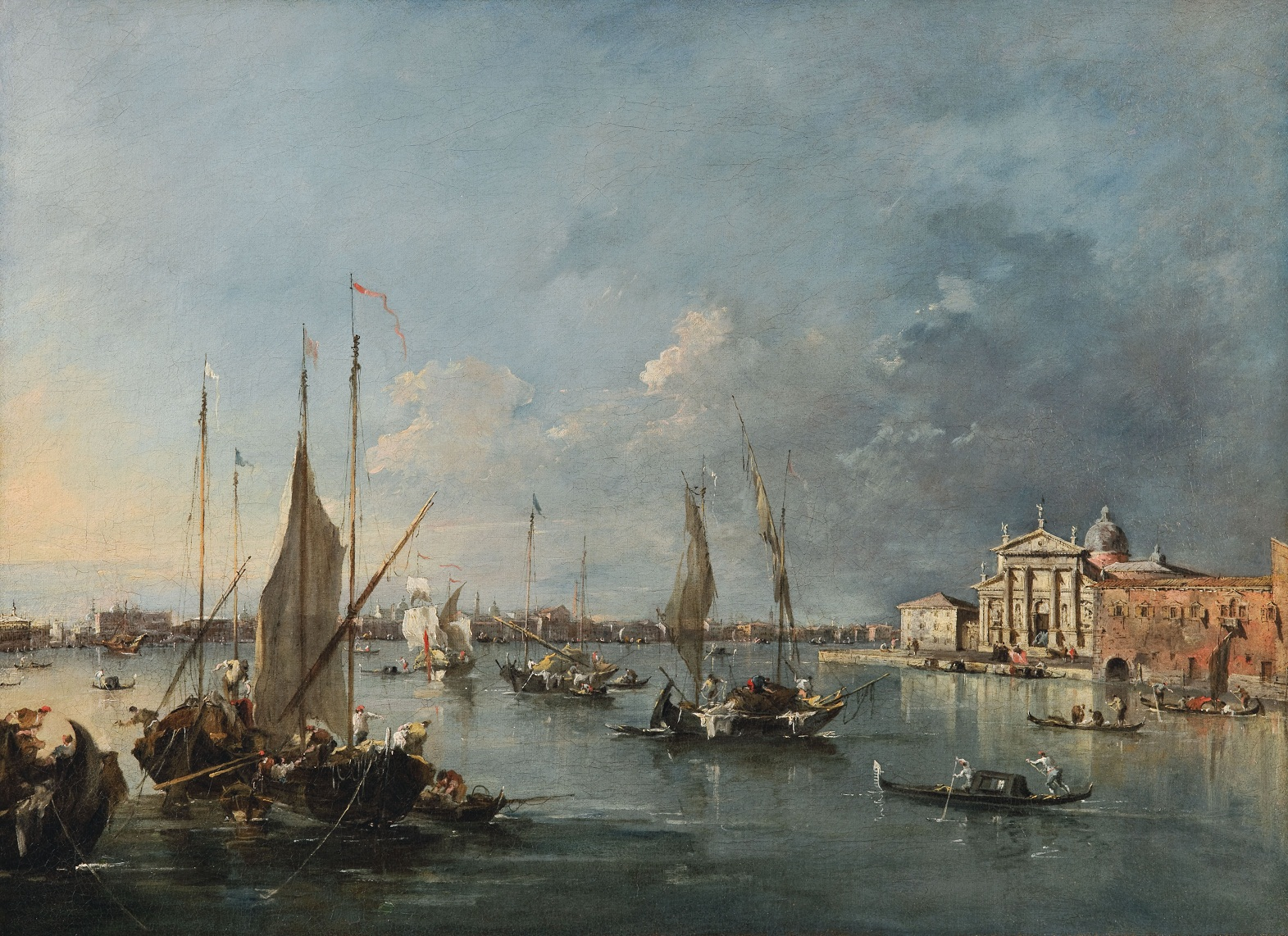
Francesco Guardi, La chiesa di San Giorgio Maggiore vista dalla Giudecca (circa 1775-1780).